# ザコバwith港超
ザコバwith港超（ざこば うぃず べいちょう）は、バンドを模したお笑いユニット。
ザコバと港超は関西を代表する落語家の桂ざこば、桂米朝に由来する。

## 概要
G★MENSのザコシショウ（現：ハリウッドザコシショウ）、モストデンジャラスコンビの小林友治（現：ケンドーコバヤシ）の2人によって結成されたユニット「ザコバ」を母体として、そこにジャリズムの渡辺鐘（別名：世界のナベアツ）、ナメリカの堀由史（現在は構成作家）を加えた4人がオリジナルメンバー。
大阪のお笑い界が2丁目ブームに沸く1995年、朝日放送（ABC）のテレビ番組『すんげー!Best10』内のユニットとして結成され、ヒット曲の替え歌を歌い人気を博した。『すんげー!Best10』の終了後は、同じくABCの『PUSH!』に出演したりしていたが、ボーカルの渡辺が放送作家に一時専念することになったために活動を休止する。ザコシショウ、小林（ケンコバ）、渡辺（ナベアツ）がそれぞれブレイクした2008年に再結成し、現在はTBS『あらびき団』に出演している他、ライブにおいても活躍している。
公序良俗に反する出鱈目な歌詞が特徴で、『すんげー!Best10』に出演した際は「ピー音」が入った。再結成後にも芸風は変わらず、『あらびき団』に出演した際は同番組のMCライト東野（東野幸治）に「演芸界一のゴミバンド」と評された。

## メンバー
以下の記述は『PUSH!』出演時の設定に基づいている。
- 村上ウンコ秀一（ザコシショウ）

ドラム担当。ただしドラムスティックが長すぎるため演奏できない。なお、ドラムセットに描かれている顔は、ドラッグ濫用であの世に行ってしまった元ベースのキース（と言う設定。「すんげー!!Best10」出演の時は陣内智則の顔写真が使われていた）。
- シャケ（小林友治）

ギター担当。ただしサランラップなどで全身がぐるぐる巻きになっているため演奏できない。
- 田所ギャル樹（渡辺鐘）

ボーカル担当。結成当時はコミカルな声であったが、世界のナベアツとして参加しての再結成時には声に深みが増し、大物感を漂わせている。
- 馬男（堀由史）

歌詞案内（会場のボードに貼り出した歌詞の、今歌っている場所を指示棒で案内する役）担当。歌が終わったあと自身のワクチンが切れて暴れだし、メンバーを噛み殺してから、馬の仮面を脱いで「フリーダム!」を叫ぶのがお約束となっている。

## 代表曲
- The Beatles「Help!」の替え歌（あらゆる著名人に対して事実無根の誹謗中傷をぶちまける歌。歌詞の一部が放送でもカットされた。名誉毀損の観点からwikipediaに記すには不適切な内容）
- ジャリズムタウンの歌（ドリームズ・カム・トゥルー「LOVE LOVE LOVE」の替え歌。同じく記すには不適切な内容）
- ZIGGY「GLORIA」の替え歌（老人の臀部をテーマにした歌）
- PRINCESS PRINCESS「M」の替え歌（石原軍団のサングラスをテーマにした歌）